# Ludność Warszawy

## LudnośćWarszawy
- 1510 – 4700[1]

- 1550 – 9000
- 1564 – 12 990[2]
- 1569 – 13 305[2]
- 1595 – 20 000
- 1620 – 11 310[2]
- 1624 – 48 000
- 1655 – 12 660[2]
- 1659 – 5 130[2]
- 1660 – 6 915[2]
- 1669 – 15 210[2]
- 1700 – 39 000
- 1754 – 14 100[2]
- 1770 – 40 000[2]
- 1780 – 48 000[2]
- 1784 – 63 596[2]
- 1787 – 96 143[2]
- 1792 – 120 000[2]
- 1795 – 66 572[2]
- 1798 – 64 829[2]
- 1800 – 63 400
- 1816 – 81 220[3]
- 1820 – 100 338[3]
- 1827 – 126 433[4]
- 1830 – 139 700
- 1840 – 139 591[3]
- 1847 – 166 197[3]
- 1850 – 163 600
- 1856 – 156 072[3]
- 1858 – 158 817[3]
- 1864 – 222 906[3] (w tym 72 776 Żydów)[5]
- 1868 – 251 584[5]

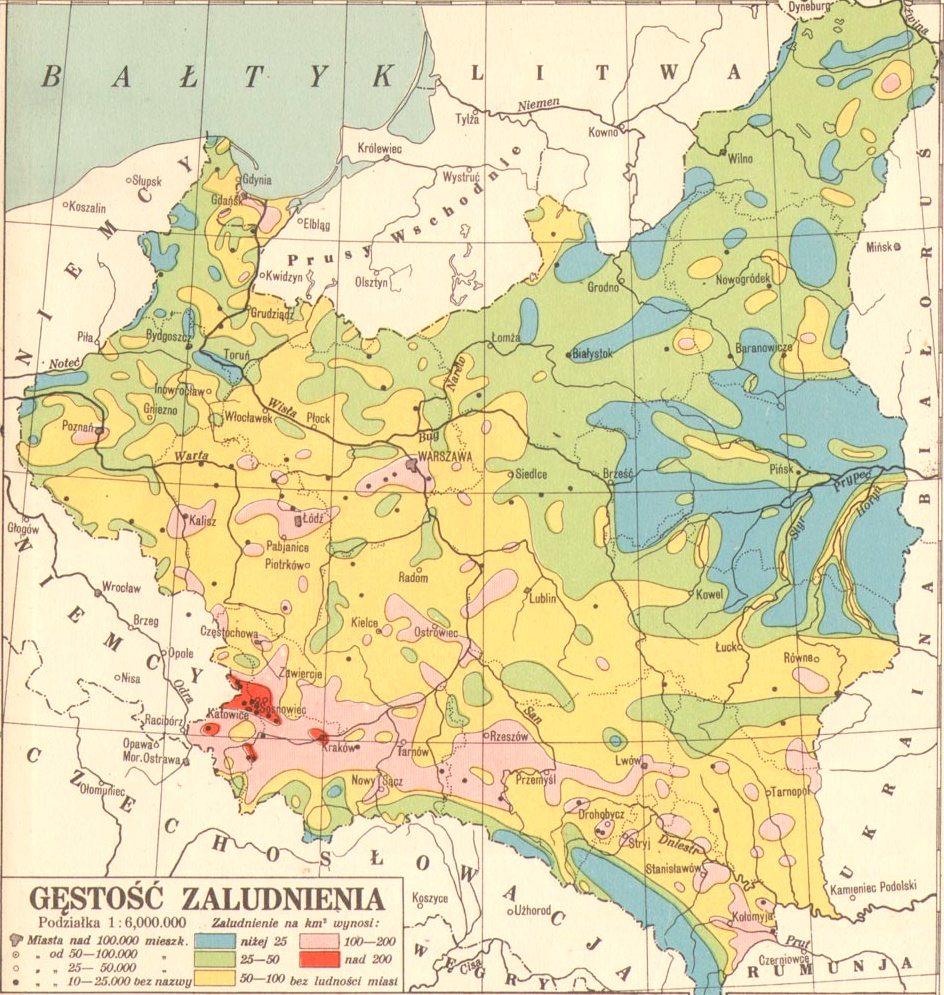
Polska, gęstość zaludnienia, 1931

- 1882 – 382 964 (w tym 127 917 Żydów)[5]
- 1892 – 490 417 (w tym 163 232 Żydów)[5]
- 1897 – 683 692
- 1899 – 645 848[6]
- 1900 – 686 000
- 1901 – 711 988 (w tym 254 712 Żydów)[7]
- 1914 – 884 500
- 1921 – 936 713 (w tym 310 334 Żydów)[7] (spis powszechny)
- 1925 – 1 003 000
- 1931 – 1 179 500 (spis powszechny)
- 1938 – 1 265 372 (w tym 368 394 Żydów)[7]
- 1939 – 1 289 000
- 1941 – 1 351 800[8]
- 1942 – 1 350 000
- 1943 – 1 009 007
- 1944 – 920 000
- 1945 – 422 000
- 1946 – 478 755 (spis powszechny)
- 1950 – 822 036 (spis powszechny)
- 1955 – 1 000 577
- 1960 – 1 139 189 (spis powszechny)
- 1961 – 1 171 400
- 1962 – 1 189 600
- 1963 – 1 221 900
- 1964 – 1 241 000
- 1965 – 1 252 558
- 1966 – 1 267 800
- 1967 – 1 266 700
- 1968 – 1 278 800
- 1969 – 1 288 400
- 1970 – 1 315 648 (spis powszechny)
- 1971 – 1 326 200
- 1972 – 1 355 900
- 1973 – 1 387 800
- 1974 – 1 410 387
- 1975 – 1 436 122
- 1976 – 1 463 400
- 1977 – 1 532 100 (włączono Ursus)
- 1978 – 1 552 300 (spis powszechny)
- 1979 – 1 576 600
- 1980 – 1 596 073
- 1981 – 1 611 565
- 1982 – 1 628 895
- 1983 – 1 641 326
- 1984 – 1 649 051
- 1985 – 1 659 385
- 1986 – 1 664 680
- 1987 – 1 671 376
- 1988 – 1 655 021 (spis powszechny)
- 1989 – 1 655 063
- 1990 – 1 655 661
- 1991 – 1 653 320
- 1992 – 1 644 515
- 1993 – 1 642 694
- 1994 – 1 640 692
- 1995 – 1 635 112
- 1996 – 1 628 505
- 1997 – 1 624 843
- 1998 – 1 618 468
- 1999 – 1 615 369
- 2000 – 1 610 471
- 2001 – 1 609 780
- 2002 – 1 688 194 (spis powszechny, włączono Wesołą)
- 2003 – 1 689 559
- 2004 – 1 692 854
- 2005 – 1 697 596
- 2006 – 1 702 139
- 2007 – 1 704 717[9]
- 2008 – 1 706 624
- 2009 – 1 714 446[10]
- 2010 – 1 720 398[11]
- 2011 – 1 700 612 (spis powszechny)[12]
- 2012 – 1 715 517
- 2013 – 1 724 404
- 2014 – 1 735 442
- 2015 – 1 744 351[13]
- 2016 – 1 753 977
- 2017 – 1 764 615
- 2018 – 1 777 972
- 2019 – 1 790 658[13]
- 2020 - 1 794 166[14]
- 2021 - 1 797 674
- 2022 - 1 863 056[15]

## Skład narodowościowy w przeszłości i obecnie
Skład narodowościowy i etniczny Warszawy w zaborze rosyjskim w 1897 na podstawie danych ze spisu powszechnego Imperium Rosyjskiego

1. Polacy: 421 569 (61,66%)
2. Żydzi: 185 077 (27,07%)
3. Rosjanie: 49 997 (7,31%)
4. Niemcy: 11 317 (1,66%)
5. Ukraińcy: 8742 (1,28%)
6. Rumuni: 1225 (0,18%)
7. Białorusini: 1024 (0,15%)
8. Francuzi: 789 (0,12%)
9. Tatarzy: 691 (0,10%)
10. Estończycy: 649 (0,09%)
11. Łotysze: 624 (0,09%)
12. Czesi: 543 (0,08%)
13. Anglicy: 171 (0,03%)
14. Bułgarzy: 135 (0,02%)

### Pochodzenie ludności powojennej Warszawy
W spisie ludności z 3 grudnia 1950 roku zadano pytanie o miejsce zamieszkania w sierpniu 1939 roku (dzieci urodzone w latach 1939-1950 liczono według miejsca zamieszkania matki w sierpniu 1939 roku). Łącznie w Polsce mieszkało według tego spisu 909 017 przedwojennych warszawiaków, z czego 55% z nich nadal mieszkało w Warszawie, a pozostali w innych częściach Polski. 
Struktura ludnościowa Warszawy w 1950 roku pod względem pochodzenia terytorialnego przedstawiała się następująco:
| Pochodzenie              | Liczba mieszkańców | Procentowo |
| Przedwojenni warszawiacy | 500 180            | 75,85%     |
| ------------------------ | ------------------ | ---------- |
| Woj. warszawskie         | 62 035             | 9,41%      |
| Obszary w granicach ZSRR | 20 506             | 3,11%      |
| Woj. kieleckie           | 12 189             | 1,85%      |
| Woj. lubelskie           | 10 684             | 1,62%      |
| Woj. łódzkie z Łodzią    | 10 481             | 1,59%      |
| Woj. białostockie        | 6 707              | 1,02%      |
| Woj. poznańskie          | 5 353              | 0,81%      |
| Woj. bydgoskie           | 4 766              | 0,72%      |
| Woj. katowickie          | 4 486              | 0,68%      |
| Woj. krakowskie          | 4 302              | 0,65%      |
| Woj. rzeszowskie         | 2 964              | 0,45%      |
| Zagranica oprócz ZSRR    | 1 895              | 0,29%      |
| Woj. gdańskie            | 1 546              | 0,23%      |
| Pozostali                | 11 369             | 1,72%      |
| Ludność napływowa ogółem | 159 283            | 24,15%     |
| Ludność ogółem           | 659 463            | 100%       |

|                                | Liczba    | Udział |
| ------------------------------ | --------- | ------ |
| Polacy (Bez innych deklaracji) | 1 795 938 | 96,54% |
| Inna niż polska                | 64 343    | 3,46%  |
| Ukraińcy                       | 8 496     | 0,46%  |
| Białorusini                    | 5 707     | 0,31%  |
| Żydzi                          | 3 829     | 0,21%  |
| Ślązacy                        | 3 785     | 0,20%  |
| Amerykanie                     | 3 333     | 0,18%  |
| Wietnamczycy                   | 3 062     | 0,16%  |
| Anglicy                        | 2 978     | 0,16%  |
| Niemcy                         | 2 868     | 0,15%  |
| Francuzi                       | 2 622     | 0,14%  |
| Rosjanie                       | 2 585     | 0,14%  |
| Włosi                          | 2 017     | 0,11%  |
| Hiszpanie                      | 1 149     | 0,06%  |
| Kaszubi                        | 981       | 0,05%  |
| Kanadyjczycy                   | 870       | 0,05%  |
| Ormianie                       | 776       | 0,04%  |
| Australijczycy                 | 669       | 0,04%  |
| Czesi                          | 604       | 0,03%  |
| Turcy                          | 602       | 0,03%  |
| Szwedzi                        | 577       | 0,03%  |
| Litwini                        | 553       | 0,03%  |
| Tatarzy                        | 528       | 0,03%  |
| Grecy                          | 518       | 0,03%  |
| Pozostali                      | 15 234    | 0,81%  |
| Ludność Ogółem                 | 1 860 281 | 100%   |

## Powierzchnia Warszawy
- 1995 – 494,96 km²
- 1996 – 494,28 km²
- 2002 – 516,90 km²
- 2006 – 517,22 km²
- 2015 – 517,24 km²

## Ludność Warszawy w dzielnicach
Tabela przedstawia liczbę ludności w poszczególnych dzielnicach Warszawy w 2005 oraz 2020 roku.
| Lp. | Dzielnica      | 2005 ogółem | 2005 na km² | 2020 ogółem | 2020 na km² |
| --- | -------------- | ----------- | ----------- | ----------- | ----------- |
| 1   | Bemowo         | 105532      | 4230        | 125119      | 5015        |
| 2   | Białołęka      | 70146       | 961         | 129106      | 1768        |
| 3   | Bielany        | 136192      | 4211        | 131592      | 4069        |
| 4   | Mokotów        | 228078      | 6439        | 218265      | 6162        |
| 5   | Ochota         | 92822       | 9550        | 82484       | 8486        |
| 6   | Praga-Południe | 186392      | 8329        | 180789      | 8078        |
| 7   | Praga-Północ   | 74124       | 6491        | 63481       | 5559        |
| 8   | Rembertów      | 22345       | 1158        | 24513       | 1270        |
| 9   | Śródmieście    | 135883      | 8727        | 113713      | 7303        |
| 10  | Targówek       | 122787      | 5070        | 124992      | 5161        |
| 11  | Ursus          | 45627       | 4880        | 61312       | 6550        |
| 12  | Ursynów        | 140711      | 3213        | 151304      | 3455        |
| 13  | Wawer          | 64388       | 808         | 78244       | 982         |
| 14  | Wesoła         | 19702       | 871         | 25798       | 1125        |
| 15  | Wilanów        | 14351       | 391         | 42134       | 1147        |
| 16  | Włochy         | 39774       | 1389        | 43613       | 1523        |
| 17  | Wola           | 143905      | 7468        | 141407      | 7342        |
| 18  | Żoliborz       | 50095       | 5914        | 52792       | 6233        |